# مخفض لامركزي
المخفض اللامركزي هو واحد من الوصلات المختلفة التي يتم تركيبها على خطوط الأنابيب وذلك للتوصيل بين أنبوبتين ليس لهما نفس القطر. يستخدم عندما يكون قطر الأنبوب القادم منه السريان أكبر من الأنبوب الآخر المتصل به. هذا المخفض له حافة تكون موازية للأنبوب المتصل به على عكس المخفض المركزي الذي يشبه المخروط. يمكن استخدامه أيضًا كمكبر (موسع) لا مركزي.
مخفض السوائل الأفقي دائما ما يكون لامركزي، بل يكون ذو قمة مسطحة لمنع التكون فقاعات الهواء. يستخدم المخفض اللامركزي عند جانب السحب من المضخات للتأكد من عدم دخول الهواء. التجمع التدريجي للهواء داخل المصغر المركزي ينتج عنه فقاعات كبيرة مما قد يسبب ظاهرة التكهف في المضخة، على عكس المخفض ذو القاع المسطح فيسمح بتصرف الماء المتكاثف أو الزيت. أما المخفض في الحالات الرأسية فيكون مركزي.